# دومر (مکلنبورگ-فورپومرن)
دومر (به آلمانی: Dümmer) یک شهر در آلمان است که در لودویگسلوست-پارشیم واقع شده‌است. دومر ۱٬۳۹۰ نفر جمعیت دارد.